# Varanus sparnus
Varanus sparnus є найменшим відомим видом варана, вагою до 16,3 грама, довжиною майже 23 см. Вважається, що він живе лише на півострові Дампір в регіоні Кімберлі на північ від Брума і Дербі в Західній Австралії. Він дуже активний, тому його важко фотографувати в дикій природі. У нього короткі ноги, видовжене тіло, червонувато-коричнева спина з широко розсіяними чорними плямами та «ребристий, круглий і короткий чіпкий хвіст».

## Розповсюдження
Обмежується скелястим середовищем існування на північному заході Західної Австралії.